# Stazione di Caltanissetta Xirbi
La stazione di Caltanissetta Xirbi è la seconda stazione ferroviaria della città di Caltanissetta.
È situata a valle della città di Caltanissetta, a nord della stessa, in una brulla zona di campagna.
Un tempo era molto frequentata da viaggiatori pendolari diretti verso i posti di lavoro della zona industriale di Catania o impiegati negli uffici della città etnea o verso il capoluogo della regione; oggi ha visto ridurre la sua importanza in tal senso. 
La stazione è un importante nodo di diramazione: mette infatti in comunicazione la linea proveniente dalla costa sud della Sicilia, da Agrigento e da Licata, con la linea per Palermo e per Catania e Siracusa. Si tratta inoltre di un'importante stazione anche per i treni di collegamento che provengono dalla stazione di Caltanissetta Centrale diretti verso tutte le direzioni.

## Storia
La stazione prende il nome della contrada di Caltanissetta su cui sorge, Xirbi, il cui toponimo si fa risalire alla radice araba xar-xir, da cui il significato di "pietraia", sebbene lo storico Santagati lo faccia invece derivare dal latino ex urbis ("fuori dalla città").
La pronuncia siciliana del toponimo Xirbi è Scirbi, perché nello scritto si conserva la grafia arcaica del siciliano (dove la X ha lo stesso suono che ha, per esempio, in catalano e portoghese), ma si è ormai diffusa anche la pronuncia impropria Csirbi.
L'impianto originariamente si chiamava Santa Caterina-Xirbi, essendo situata nei pressi del centro abitato di Santa Caterina Villarmosa; venne costruita nell'ambito della costruzione della ferrovia Palermo-Catania, iniziata dalla Società Vittorio Emanuele e proseguita con la Società per le strade ferrate della Sicilia, detta anche Rete Sicula. Era infatti parte importante del progetto per connettere mediante la strada ferrata le aree interne della Sicilia con il porto di Catania, necessario per le zone zolfifere dell'area centro-orientale dell'Isola e per il convogliamento verso i mercati dei prodotti agricoli.
La stazione venne costruita in prossimità di una linea di displuvio e per questo fu sempre soggetta a problemi di smottamenti e allagamenti. Venne inaugurata il 1º luglio 1869 in concomitanza con l'apertura all'esercizio della tratta ferroviaria stazione di Villarosa - Santa Caterina Xirbi.
Il 15 maggio 1870 Bicocca era stata collegata a Catenanuova-Centuripe, il 27 giugno a Raddusa Agira e il 15 agosto a Pirato. La stazione di Enna fu raggiunta il 1º febbraio 1876 e il 1º marzo 1876 finalmente anche quella di Santa Caterina Xirbi, che divenne dal 1927 Caltanissetta Xirbi. Ci vollero ancora due anni di lavoro perché Xirbi, l'8 aprile 1878, venisse collegata alla stazione di Caltanissetta Centrale con un tratto di binario in forte ascesa di poco più di 6 km., realizzando il collegamento diretto con Catania. Tuttavia il collegamento con Palermo non poté essere attivato se non molti anni dopo, con l'inaugurazione, nel 1885, della lunga galleria di Marianopoli. Fino ad allora a Santa Caterina Xirbi avveniva il trasbordo su diligenze, mentre si poteva proseguire per Palermo solo con un lungo giro via Aragona Caldare, dove confluiva la linea proveniente da Palermo.

### Tragedia di Caltanissetta Xirbi
Il 21 marzo 1943, durante i combattimenti della seconda guerra mondiale, un grave incidente ferroviario riguardò un treno militare che trasportava 800 soldati del 476º battaglione costiero da Castrofilippo a Termini Imerese, causando 137 morti e 360 feriti.

## Strutture e impianti
La stazione di Caltanissetta Xirbi consiste di un fabbricato, abbastanza anonimo, in stile ferroviario con una pensilina in ferro con colonne di ghisa in classico stile ferroviario. L'edificio di stazione è posto a nord dei binari ed è del tipo classico con corpo centrale elevato e corpi laterali ad un piano per servizi. Possiede un piccolo dormitorio per il personale, una piattaforma girevole, una rimessa, una torre dell'acqua e varie costruzioni di servizio accessorie.

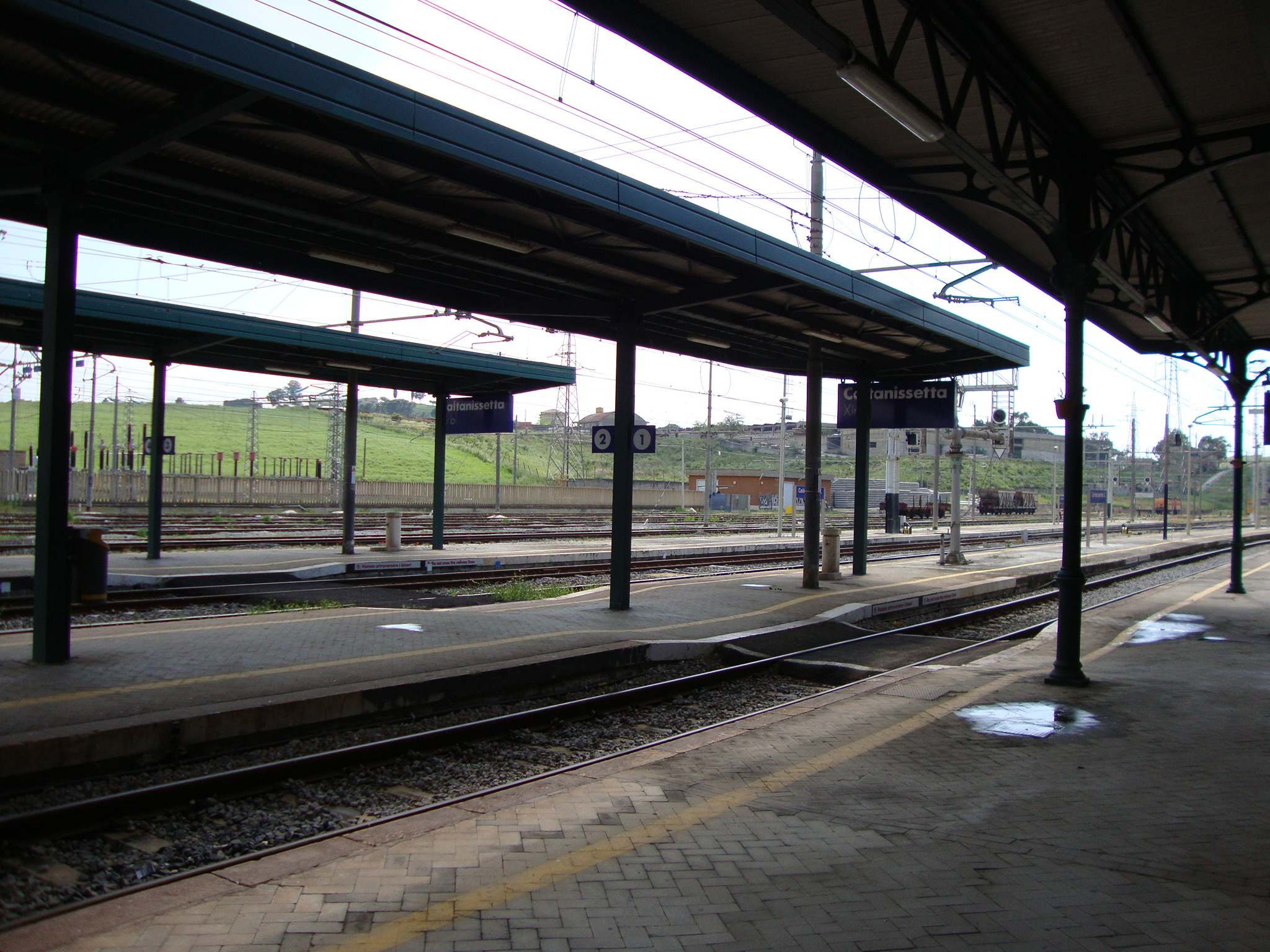
Interno della stazione

Il fascio binari comprende il primo binario di transito e un binario di precedenza, per servizio viaggiatori e merci, che è anche quello di arrivo da Caltanissetta Centrale. I vari binari per servizio merci e di ricovero si trovano sul lato sud della stazione.

## Movimento
La stazione è servita da servizi regionali svolti con il contratto di servizio sottoscritto da Trenitalia e Regione Sicilia.
Fino ai primi anni ottanta era sede di consistenti manovre per la composizione di treni merci in partenza con i carri provenienti dalla varie direzioni, anche di prodotti finiti delle aziende industriali, e di scomposizione dei treni provenienti dal nord con prodotti industriali, semilavorati e materie prime.

## Servizi
- Biglietteria automatica
- Sala d'attesa
- Servizi igienici
- Sottopasso
- Posto di polizia ferroviaria

## Interscambi
- Fermata autobus